# Italdesign Zerouno
L'Italdesign Zerouno est une voiture de sport produite par la maison de style automobile italienne Italdesign Giugiaro et a été introduite en 2017. La Zerouno est la première voiture vendue sous le nom de la maison de design Moncalieri et a été créée par leur division Italdesign Automobili Speciali. Le nom signifie "Zero One", car il s'agit du premier véhicule de série de la division de voitures de sport à faible production d'Italdesign, Italdesign Automobili Speciali.

## Production

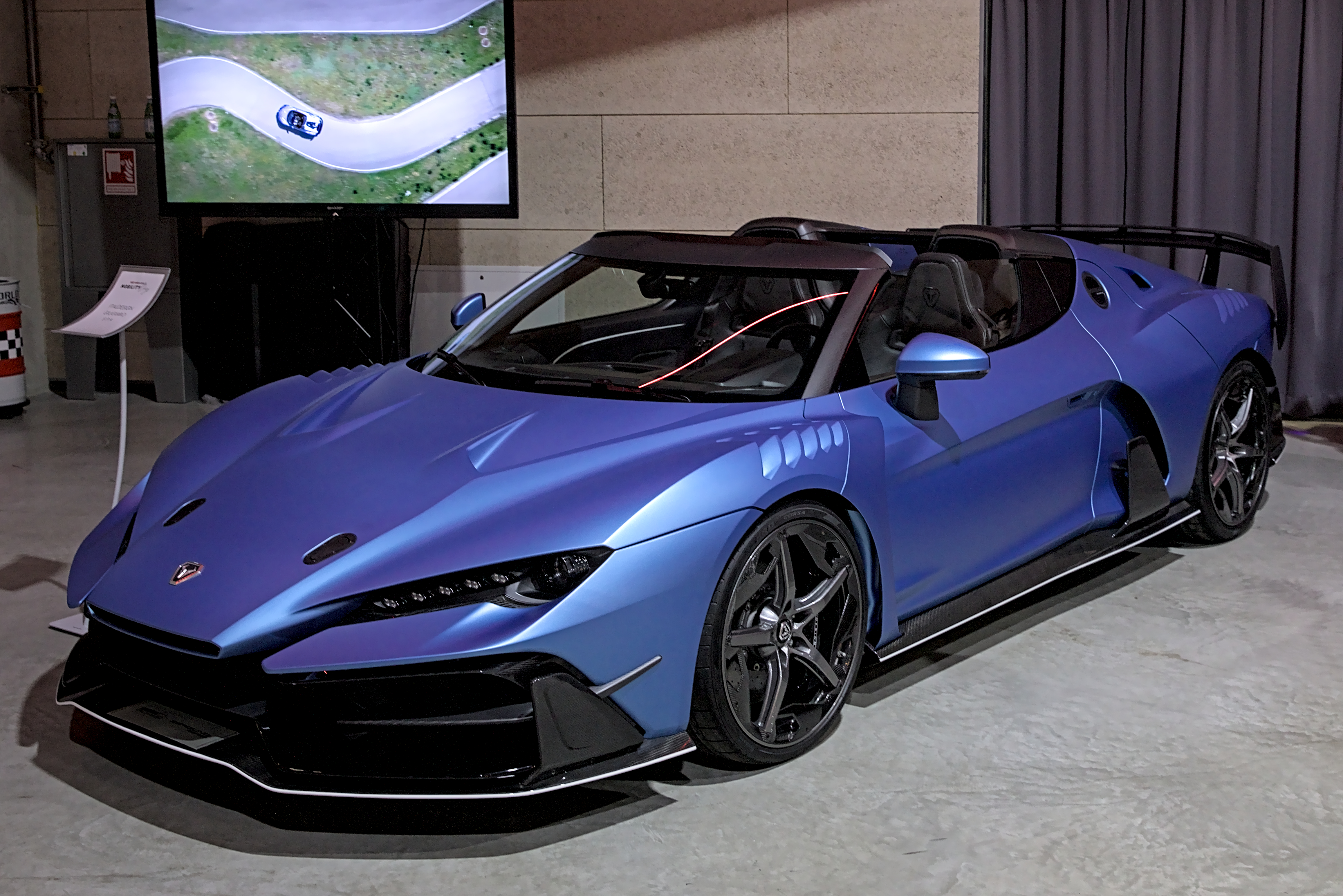
Zerouno Duerta.

Le coupé Zerouno a été présenté en 2017 au Salon international de l'automobile de Genève et a eu une production limitée de 5 unités, qui, selon la société, ont toutes été vendues. Le coupé avait un prix de base de 1,7 million de dollars US. La Zerouno Duerta (roadster) a été présentée au Salon de l'automobile de Genève 2018 et a également été limitée à 5 voitures.

## Spécifications et performances
La voiture est propulsée par le moteur V10 atmosphérique de 5,2 litres (utilisé dans l'Audi R8 et la Lamborghini Huracán ) et produit 610 ch (449 kW) à 8 250 tr/min et 520 N m de couple à 6 500 tr/min, la puissance étant transmise aux quatre roues via une transmission à double embrayage à sept rapports. Le Zerouno utilise un châssis modulaire en fibre de carbone et en aluminium et une carrosserie en fibre de carbone. Il a une vitesse de pointe de 330 km/h et peut accélérer d'un point d'arrêt à 97 km/h en 3,2 secondes.

## Dans les jeux vidéo
- L'Italdesign Zerouno est présent dans les jeux vidéo de course : Forza Horizon 4, Forza Horizon 5, Asphalt 9: Legends, CSR2 Racing et Asphalt 8: Airborne, ainsi que dans le jeu d'action/aventure en ligne GTA Online où l'Italdesign Zerouno se nomme Pegassi Zorrusso.